# Bonnleiten
Bonnleiten ist eine Ortschaft und eine Katastralgemeinde der Gemeinde Stössing im Bezirk Sankt Pölten-Land in Niederösterreich. Die Ortschaft hat 85 Einwohner (Stand 1. Jänner 2024).

## Geografie
Die Streusiedlung liegt an der Landesstraße L110 zwischen Stössing und Brand und besteht weiters aus der Streusiedlung Goin sowie aus den Lagen Bacher, Luger und weiteren, unbenannten Bestandteilen, die zumeist nur über Nebenstraßen erreichbar sind.

## Geschichte
Im Jahr 1822 wurde der Ort als Dorf mit 21 Häusern genannt, das teils nach Stössing und teils Brand eingepfarrt war und auch die Kinder zur jeweiligen Pfarre eingeschult wurden. Die Herrschaft Neulengbach besaß die Ortsobrigkeit und übte die Landgerichtsbarkeit aus. Die Herrschaft Kasten besorgte die Konskription. Die Untertanen und Grundholde des Ortes gehörten den Herrschaften Neulengbach, Kasten, Walpersdorf, Stollberg, Baumgarten, Lilienfeld und Totzenbach.
Laut Adressbuch von Österreich waren im Jahr 1938 in Bonnleiten ein Gastwirt und mehrere Landwirte ansässig.